# 豐田Avalon
豐田Avalon（Toyota Abaron）是日本豐田生產的中大型車轎車，曾為豐田在美國、加拿大、中國和中東地區售賣的最大尺寸前輪驅動旗艦轎車，經產線縮編後目前僅在中國當地製造與販售。1994年9月第一輛Avalon從肯塔基州喬治敦的肯塔基州豐田汽車製造公司(TMMK)產出，為Avalon的主要生產地，該車於2021年停產並將產線轉至中國。此外，在2000年4月到2005年6月間，Avalon曾在澳大利亞設有生產線，但於2006年11月被豐田Aurion取代。
豐田將Avalon定位為豐田Cressida(於1992年在美國市場上停產)的後繼車型，雖然Cressida是一款配備直列六缸引擎的後輪驅動汽車，但Avalon是前輪驅動，並配備V6引擎。儘管第三代及後續Avalon車型基於加長底盤而提供了額外的空間，但其平台仍選擇參考豐田Camry和凌志ES。因此從2013年開始，凌志ES被轉移到擴展平台以匹配Avalon。
截至2013年，Avalon在美國(於2022年在停產)、加拿大、中國、韓國和中東地區銷售。
Avalon的名字源於阿瓦隆(亞瑟王傳說中的一座傳奇島嶼)，以符合豐田的傳統，(即以各種語言中的“皇冠”、皇冠類型或其他東西與皇室相關一詞來命名其轎車，如皇冠、豐田Corona、豐田Camry、豐田Corolla及豐田Scepter)。

## 第一代 (XX10; 1994)
Avalon是一款豐田於1994年2月在芝加哥國際汽車展上展出的新車型，名稱最早可追溯至1991年東京車展上首次亮相的概念敞篷轎車—Avalon，並於1994年底作為1995車型年推出。其開發由1990 年開始，項目代號為 299T（於1994年結束），而設計階段則於1991年結束，並獲得內部批准。另外，外觀設計專利於1992年2月17日向日本專利局提交，專利號為0890183。Avalon與豐田Camry在同一家工廠生產，平台基於加長型的XV10Camry，配備 3.0 L1MZ-FE V6引擎，功率和扭力分別是 192 hp（140 kW） 及 210 lb·ft（285 N·m） 。此外，Avalon擁有接近121 cu ft（3,426 L）的內部空間，是日本製造商在美國銷售的最寬敞的六座汽車，而外部尺寸則與長期競爭對手的日產Maxima、三菱Diamante和馬自達Millenia相近。
Avalon 配備了可容納 6 名乘客的前排座椅，其立柱移位器 (column shifter)更是自豐田Corona以來的第一款配備此類功能的豐田美國型號。Avalon的XL車型與其他豐田的LE車型類似，而XLS車型則與其他豐田汽車的XLE車型類似。此外，還可選擇循跡控制系統。而且1997年起生產的Avalon，不但配有ABS，功率和扭力還增加至 200 hp（150 kW）及214 lb·ft（290 N·m）。 其後，豐田對1998車型年的Avalon推出了中期改型，並對前後飾板進行了小幅更新。在1998年，Avalon的結構再次修改及在前排座椅安裝的側安全氣囊，以提高安全性。
第一代Avalon亦在日本銷售（在美國製造並出口到日本），但是右舵車型。而且，它也在“Toyopet Store”獨家銷售。 在日本，Avalon更是“Toyopet Store”中最大的前輪驅動轎車，有3.0和3.0G版本可供選擇 ，還有“Coach Edition”（從1998車型年開始）。在日本，Avalon被歸類為豪華車，因此需要繳納較昂貴的年度道路稅。

### 澳洲 (2000年–2005年)
豐田於2000年6月推出澳洲版Avalon車型(車體大致與1994年版Avalon相同)，於墨爾本阿爾托納(Altona)郊區生產，同時生產右舵版本（售於澳洲、新西蘭及其他亞洲地區），左舵(售於中東地區)。然而，澳洲版Avalon銷量不佳，因為Avalon是前輪驅動並且僅配備 3.0升V6引擎及自動變速箱。相比之下，其目標競爭對手福特獵鷹（澳大福特獵鷹和霍頓Commodore是後輪驅動，並提供更廣泛的車身風格和引擎/變速箱選擇。
起初，豐田決定將澳洲版Avalon更名為Centaur(半人馬)，以迎合澳大利亞市場。可是，在第二次世界大戰期間被一艘日軍魚雷擊沉的澳洲醫療船人馬號與其同名，所以豐田重新在澳洲市場上重新沿用“Avalon”。
2001年當澳洲版Avalon更名為“Mark II”（不是日本豐田Mark II），並進行輕微修改，即安裝了新的輪轂蓋/合金輪轂。2003年至2005年間，再次改為“Mark III”。
儘管如此，2003年Mark III的銷量仍然低下。因此，豐田澳大利亞公司計劃轉而生產雙燃料(LPG和汽油)引擎車輛，目標向出租車車隊營銷。因此，Avalon在澳洲的生產於2005年年中停止，以生產豐田Aurion (XV40)。
未改型
- Avalon Conquest (Mark I)
- Avalon CSX (Mark I)
- Avalon Advantage (Mark II)
- Avalon Sorrento (Mark II)

改型
- Avalon GXi (Mark III)
- Avalon GXi (Mark III)

### 豐田X Runner (概念車)
在2003年墨爾本和悉尼國際汽車展上，豐田澳大利亞推出了X-Runner概念車，是Avalon的轎跑車版本。另外，其懸掛全輪驅動部件來自凌志RX，後軸來自豐田Previa。可是，澳大利亞豐田未能獲得母公司的批准生產。
- 2003 年悉尼國際汽車展上展示的豐田X-Runner概念車

## 第二代 (XX20; 1999)
除了軸距外，第二代Avalon車型整體比起上一代都變得更大。其平台仍然基於加長型Camry，搭載3.0升1MZ-FEV6引擎並配備VVT-i，與豐田凱美瑞、 豐田Highlander、豐田Sienna和雷克薩斯ES300同款。主要生產地仍然設於美國，但澳洲從此沒有生產或銷售Avalon或後續型號
第二代Avalon 一共有兩種款式：基本款 XL 和高檔 XLS。 而其基本功能包括電致發光“Optitron”儀表、ABS(前輪＆後輪)、前部側面安全氣囊和15英寸合金輪轂。付費額外功能有JBL音響系統、電子穩定程式和前排長座椅(最多可容納六名乘客)、雙氣候控制、16英寸車輪以及駕駛員和乘客電動座椅。
此外，第二代Avalon還配備了內置115V交流電源逆變器，是豐田第一款具有此類功能的汽車，但在第三代Avalon被移除。
在2003車型年，Avalon進行了中期改款，配備了新的格柵以及改良過的前燈和尾燈。而且內飾增加了選配的導航系統、XLS款式上加上木紋風格裝飾方向盤、稍微修改的儀表以及在XL款上添加的鍍鉻標誌方向盤（曾經是 XLS 的標準配置）。
同時，第二代Avalon也以豐田 Pronard（豐田 Puronādo）為名出口到日本市場，其名稱源自法語單詞"prôner" 有“頌揚”或“讚揚”之意。在2000年至2004年間取代第一代Avalon出售。日本豐田Pronard從“Toyopet Store”批發販售，被定位為於豐田Aristo及豐田Verossa和豐田Altezza之間。此外，Pronard可選配豐田TEMS行駛控制技術。後來，由於銷量不佳，豐田沒有從日本入口第三代Avalon。因此，豐田Pronard於換代後(2004年)停產。
值得一提的是，在美國公路安全保險協會(IIHS)的正面碰撞測試中，Avalon的總體評分為“良好”，在所有六個測量類別中亦獲得“良好”的成績。

## 第三代 (XX30; 2004)
第二代Avalon於2005年進行了重新設計。在2005年1月的北美國際汽車展，第三代Avalon首次公開亮相，並於2005年2月開售，但沒有在日本及歐洲銷售。
第三代Avalon一共有四種款式：
- 標準XL:裝有雙氣候自動溫度控制裝置以及在方向盤上安裝的音頻和氣候控制裝置,配備16英寸合金輪轂。
- Touring:內飾配有人造鋁和全黑皮革內飾、獨家粉末塗層灰色車輪以及安裝於車尾的擾流板、具有自動調整功能的HID頭燈、配備更大的17英寸輪轂並安裝了性能較佳的輪胎。
- XLS:引入標準吊貨網、六碟CD換碟機、電動滑動式玻璃天窗、電致變色自動調光後視鏡和駕駛員側視鏡、四個雙向乘客電動座椅和HomeLink收發器,配備更大的17英寸輪轂。
- Limited:內飾提供通風座椅(帶有電動座墊長度調節器)、豐田智能鑰匙系統(可使用無鑰匙按鈕啟動和進入)、隔音更強的聲學擋風玻璃、雨感應擋風玻璃刮水器、升級的12揚聲器JBL音響系統、側視鏡上的LED轉向信號燈、具有自動調整功能的HID頭燈以及木質方向盤和變速桿、配備更大的17英寸輪轂並安裝了性能較佳的輪胎。

第三代Avalon採用平坦的後地板設計和可傾斜的後排座椅，買家亦可選配汽車導航系統、無鑰匙遠程啟動引擎功能、玻璃破碎傳感器、後窗電動遮陽板、動態激光巡航控制系統(僅限Limited)及電子穩定程式(XL除外)。
第三代Avalon體型比上一代更大，汽車阻力係數為0.29，亦是第一款使用單片雨刷片設計的豐田汽車。另外，第三代移除加長前排座椅的選項，並採用半平坦的後地板，以幫助提高後排乘客的舒適度。
與此同時，Avalon是第一款在美國市場使用Dual VVT-i的豐田汽車，並且採用全新3.5升2GR-FEV6 引擎(配備 5速順序換檔自動變速箱)，其功率為280 hp（209 kW），0-60km/h的加速時間為6.0 秒。但經過SAE的測試後，Avalon在2006車型年的引擎功率下降至268 hp（200 kW），扭矩下降至248 lb·ft（336 N·m） 。
2011年12月5日，豐田宣布在美國組裝的豐田Avalon將出口到韓國。

### 改變
- 2005年(2006車型年)：豐田將車輛穩定性控制增加到XL和Touring的選購配置。[36]
- 2006年(2007車型年)：輪胎壓力監測系統成為所有款式的標準配置，而導航系統則成為Touring的選購配置。[37]
- 2007年(2008車型年)：Avalon進行了改款。改變包括後尾燈被染色，前飾板被重新設計、裝配六速自動變速箱、Limited增加了鍍鉻外門把手、“Touring”和“XLS”的合金輪轂經過重新設計、增加內置遙控鑰匙、升級後製動器和JBL Synthesis 音頻系統、“Touring”配備了彩色鍵控格柵、“XLS”和“Limited”車型配備了鍍鉻格柵，所有車型均配備了儀表板內六碟換碟機。
- 2008年(2009車型年)：Avalon進行了一些更改：車輛穩定性控制[VSC]成為所有款式的標準配置，並且Touring款式被移除。而XLS 和 Limited 則增加深木炭色，靛藍色(以代替金屬色)皮革座椅。
- 2009年(2010車型年)：車窗均配備自動升/降功能及油門踏板被重新設計。

- 2010(2011車型年)：第二次改款的Avalon於2010年4月開售，一共只有兩款：基礎和Limited。此外，改變包括倒車鏡頭(使用導航屏幕作為顯示器)成為標準配置、導航系統增加了實時交通功能、儀表板及中控台被重新設計、增加了LED前燈和尾燈，燃油損耗得到改善(即達到 EPA 估計的 20/29/23（城市/高速公路/綜合）mpg 等級)、改進的懸架系統、增加了製動超越控制裝置(brake-override control)和12揚聲器JBL系統(僅適用於Limited)。 除此之外，17英寸車輪成為所有款式的標準配置。[38]

### 安全性
Avalon標準配置了防鎖死煞車系統、電子制動力分配系統、制動輔助、雙前排氣囊、前排側面氣囊、前後側簾式安全氣囊以及駕駛座膝部安全氣囊。 而2009款車型更增加了車輛穩定性控制、循跡控制系統及防撞頭枕。2010年，2011款車型添加了Star安全系統。
2009-11年間，豐田汽車因安全問題召回部份型號，包括Avalon。另外，2011年及以後的車型標配製動優先系統。
Avalon 在美國公路安全保險協會(IIHS)車頂強度測試、正面偏移和側面碰撞測試中均獲得“良好”評價
。而且在2009至2011年，IIHS連續三年授予Avalon“最佳安全選擇”榮譽。
| 駕駛員前方:   | 5/5颗星             |
| 前排乘客:     | 5/5颗星             |
| 駕駛員側面:   | 5/5颗星             |
| 後排乘客側面: | 5/5颗星             |
| 車身側翻:     | (2006年) · (2011年) |

### 評價
汽車雜誌Car and Driver曾評價Avalon為“日本別克”，並在2005年將其評為大型高級轎車中的「佼佼者」。此外，Edmunds.com、Motor Trend 和 Automobile Magazine也授予Avalon其最高評級。另外，《消費者報告》將Avalon評為大型高檔轎車測試組中的佼佼者。

## 第四代 (XX40; 2012)
第四代Avalon在2012年4月的紐約國際車展上首度亮相並於2012年12月初在美國開售，平台基於凌志ES。這一代的水箱罩及車燈被重新設計，並增加了輕觸式車內控制裝置。
2012年6月，豐田宣布新一代Avalon將提供混合動力版本。 2013年10月1日，豐田宣布全新Avalon Limited版將在韓國銷售。

### 混能

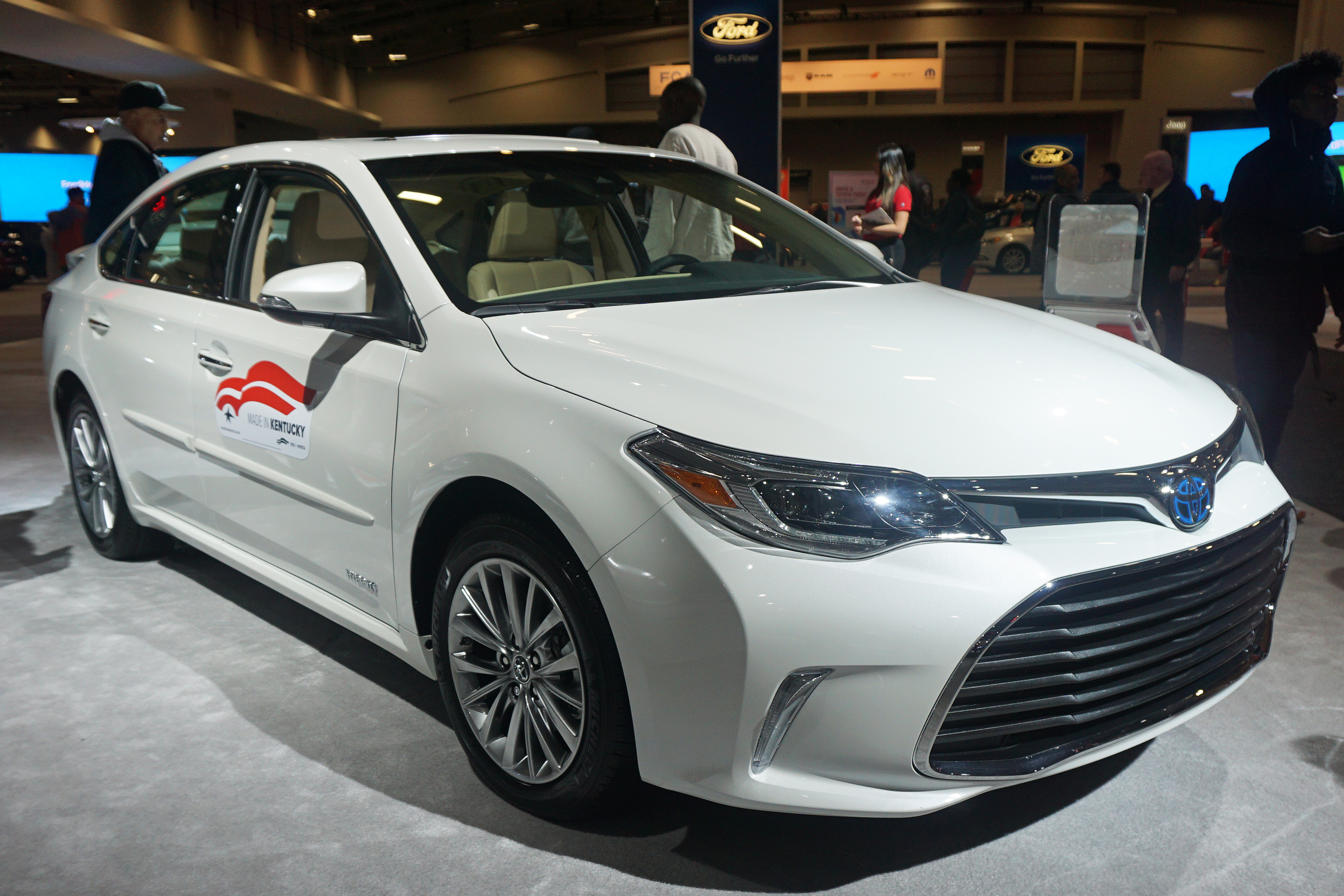
2017年豐田Avalon Hybrid (美國)

2013年款Avalon的混合動力版採用了豐田混合動力系統的改良版，同樣於2012年12月在美國上市，與2012款車型的動力系統類似豐田Camry(XV50)。美國國家環境保護局對Avalon Hybrid的評價為40 mi/US gal（5.9 L/100 km；48 mi/imp gal）(綜合)、40 mi/US gal（5.9 L/100 km；48 mi/imp gal）(城市)和39 mi/US gal（6.0 L/100 km；47 mi/imp gal）(高速公路)。 配備2.5LI4引擎。當與電動馬達混合使用時，總輸出為200 bhp（149 kW）。另外，Avalon Hybrid 採用1.6kWh的密封鎳氫電池，Camry Hybrid相同。

### 改款

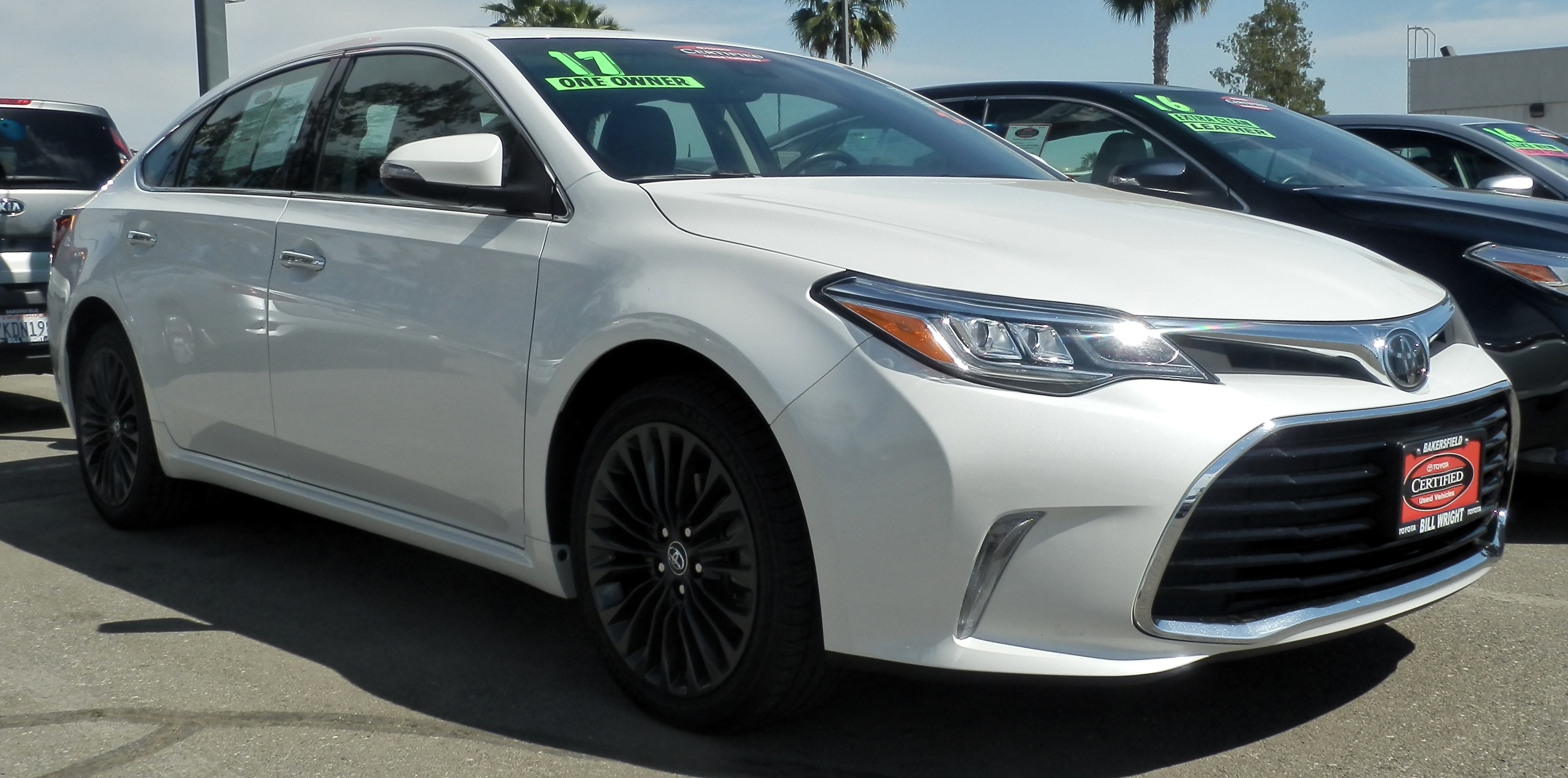
己改款的Avalon(美國)

2015年(2016車型年)的Avalon進行了改款，並在2015年2月芝加哥車展上首次亮相。改變包括水箱罩、懸架(以提高乘坐舒適性)、車輪設計、“Touring”的內飾設計和增加豐田Safety Sense P。

## 第五代 (XX50; 2018)
第五代Avalon在2018年1月的北美國際車展中首次亮相，並於2018年5月在美國開售。提供的款式有北美的 :
- 汽油
  - XLE
  - XSE
  - Touring
  - Limited
- 混能版
  - XLE
  - XSE
  - Limited

以及中國:
- - Progressive
  - Deluxe
  - XLE
  - Touring
  - Limited

2021年8月4日，豐田宣布隨著市場轉向SUV和電氣化，將在2022車型年後停止在美國生產Avalon，轉而從日本進口豐田皇冠(S235)。中國市場則會持續由中國一汽豐田成都工廠生產。
針對中國市場改款的Avalon於2022年3月28日上市，保留了所有款式。值得一提的是，這是Avalon自推出而來首次不在北美銷售，成為了中國市場的專屬車型。

### 動力系統
第五代Avalon一共有四款動力系統：
- 2.0 L M20A-FKSI4引擎，功率為175 hp（130 kW；177 PS）（僅在中國銷售）。
- 2.5 L A25A-FKS I4引擎，功率為207 hp（154 kW；210 PS）。
- 3.5 L 2GR-FKS V6引擎，功率為301 hp（224 kW；305 PS）。
- 2.5 L 176 hp（131 kW；178 PS）A25A-FXSI4引擎+118 hp（88 kW；120 PS）馬達，總功率為215 hp（160 kW；218 PS）(混能)，配有鎳氫電池組[67]。

EPA對Avalon(使用V6引擎)的評級為:
- 22 mi/US gal（11 L/100 km；26 mi/imp gal）(城市)
- 32 mi/US gal（7.4 L/100 km；38 mi/imp gal）(高速公路)
- 25 mi/US gal（9.4 L/100 km；30 mi/imp gal）(綜合)。

此外，Avalon Hybrid評級為:
- 43 mi/US gal（5.5 L/100 km；52 mi/imp gal）(城市)
- 44 mi/US gal（5.3 L/100 km；53 mi/imp gal）(高速公路&綜合)。[68]

### 圖集

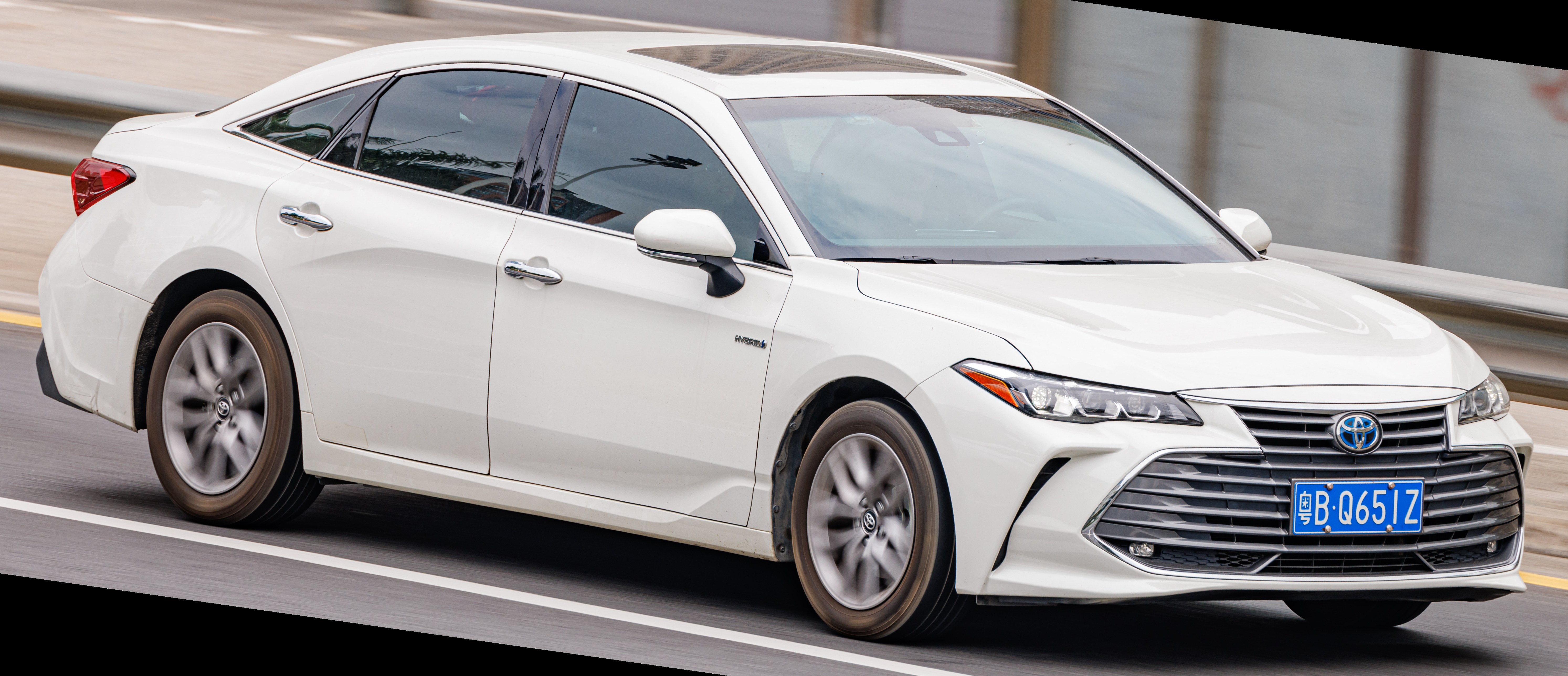
豐田Avalon Hybrid (AXXH50; 未改款, 中國)
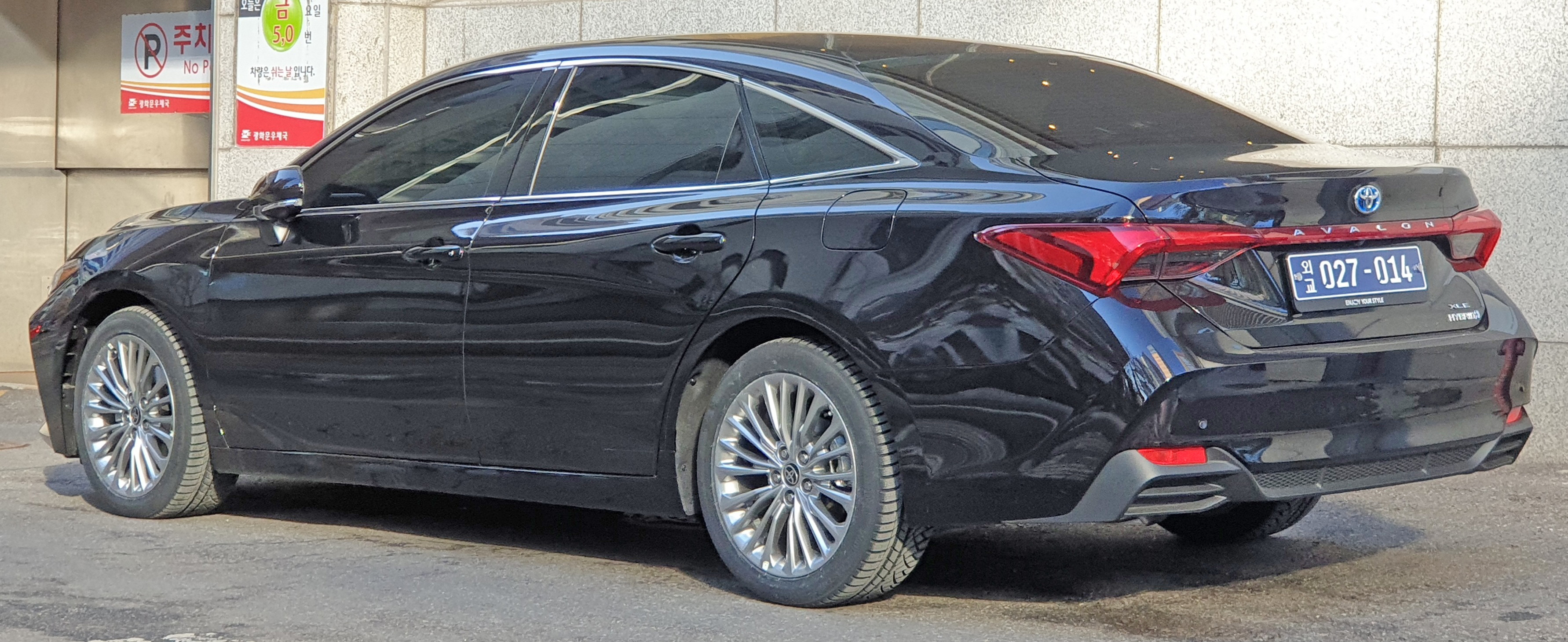
豐田Avalon Hybrid XLE (AXXH50; 未改款, 南韓)
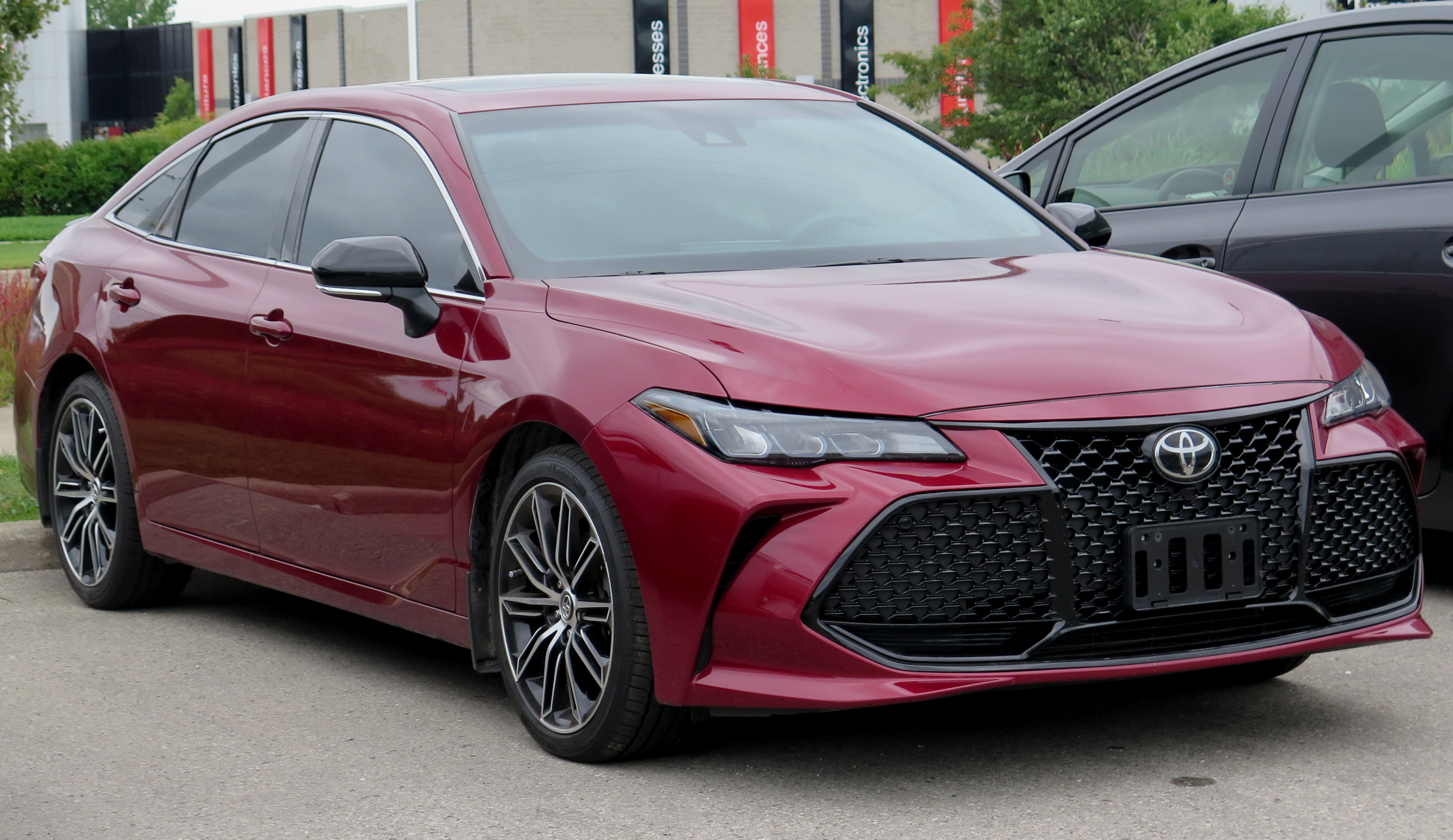
2019年豐田Avalon XSE (GSX50; 未改款, 加拿大)
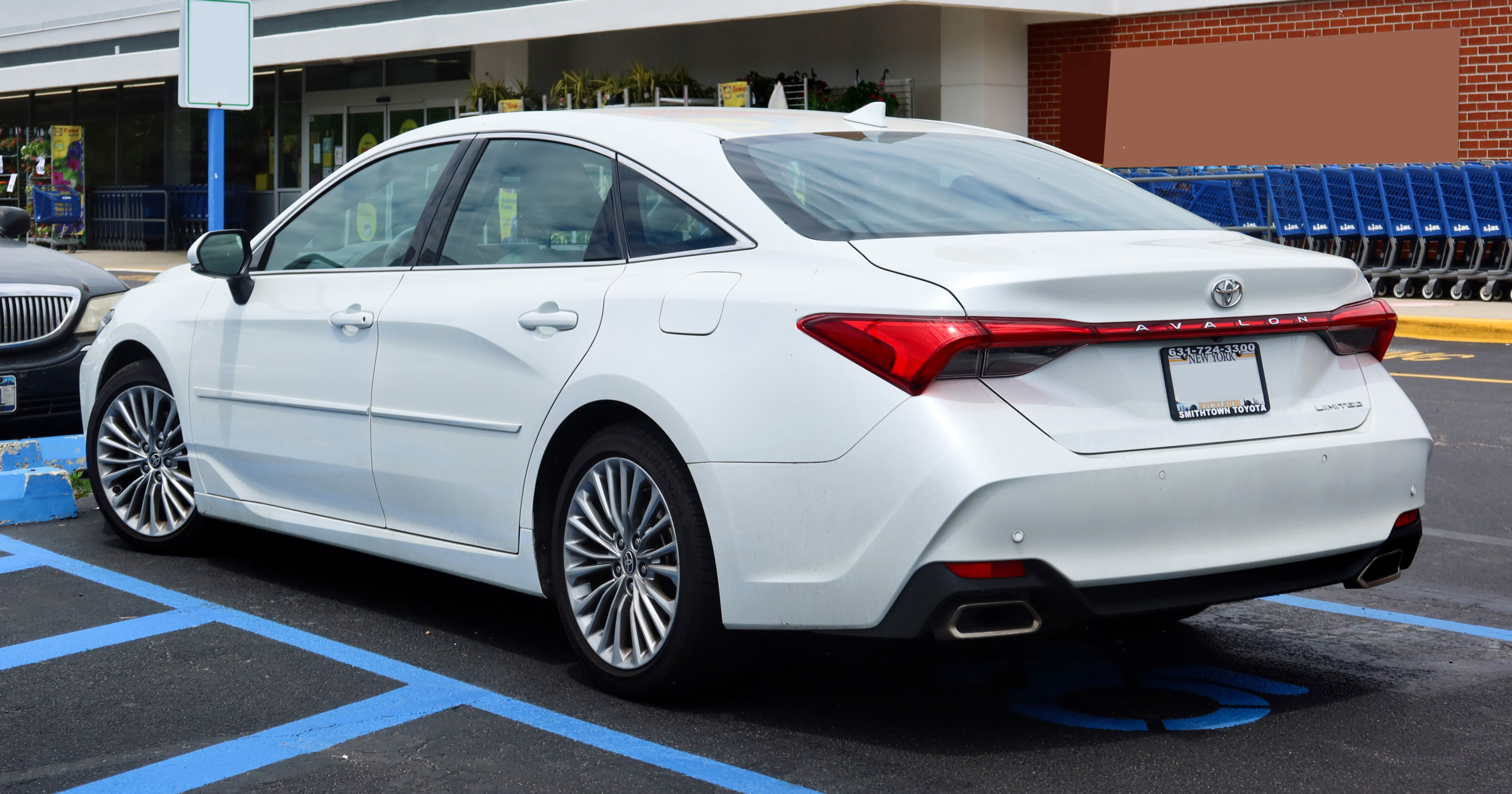
2020年豐田Avalon Limited (GSX50; 未改款, 美國)
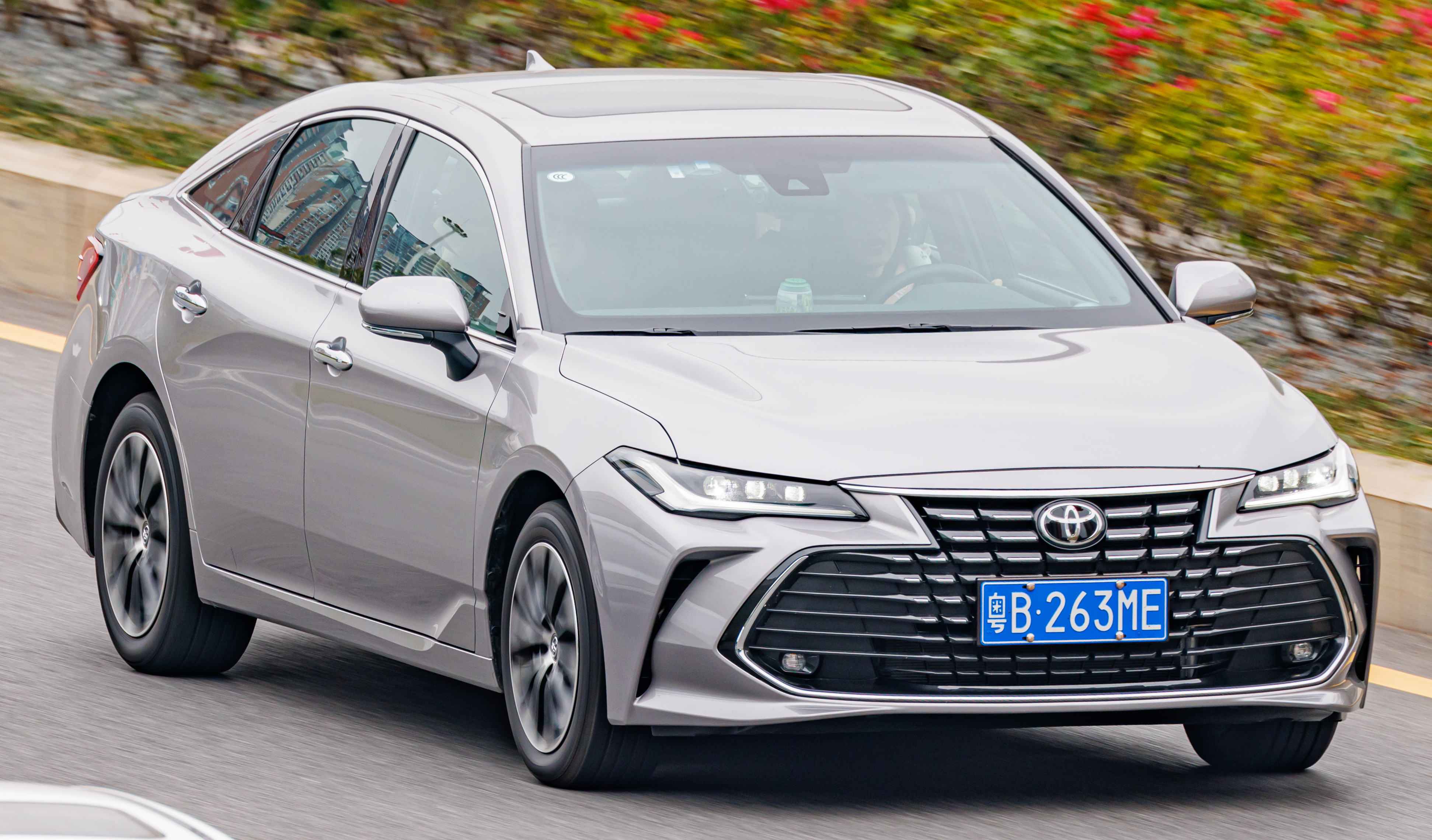
2022年豐田Avalon XLE (GSX50; 改款, 中國)
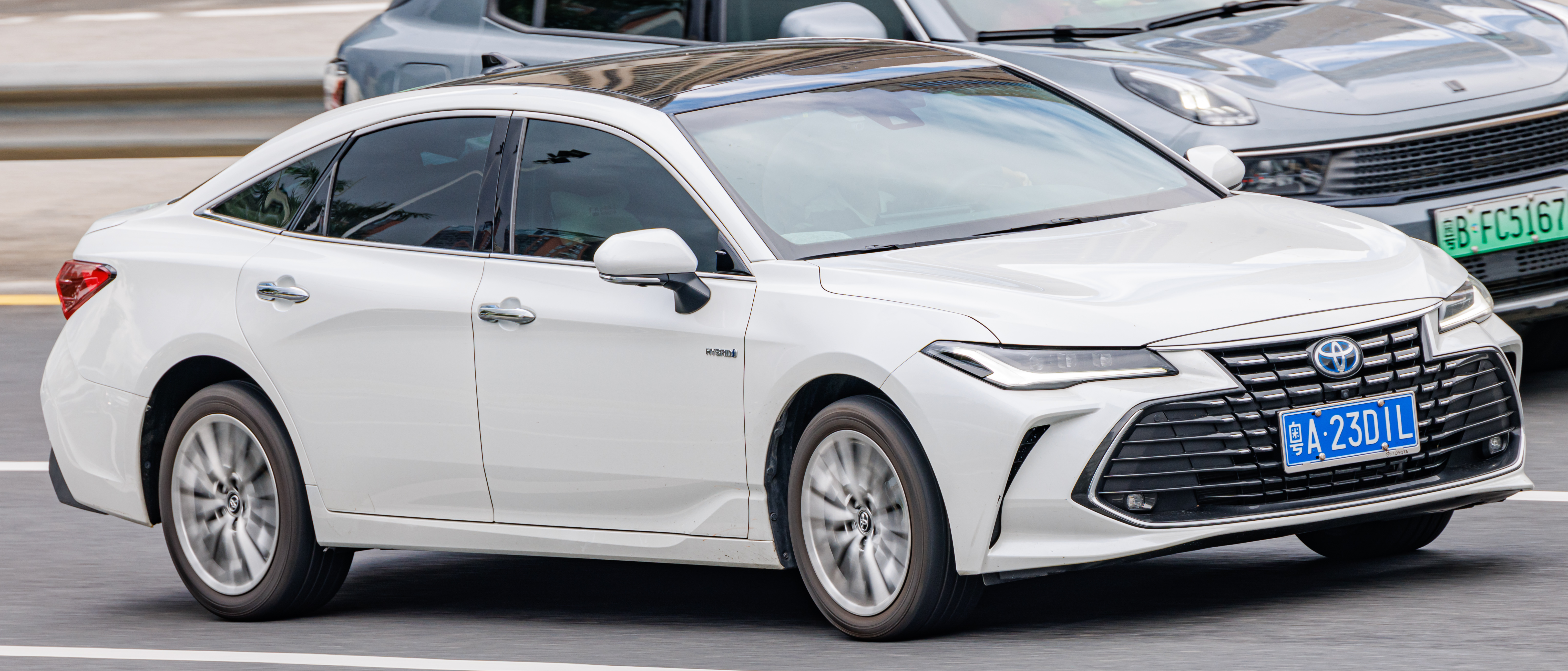
2022年豐田Avalon Hybrid XLE (AXXH50; 改款, 中國)
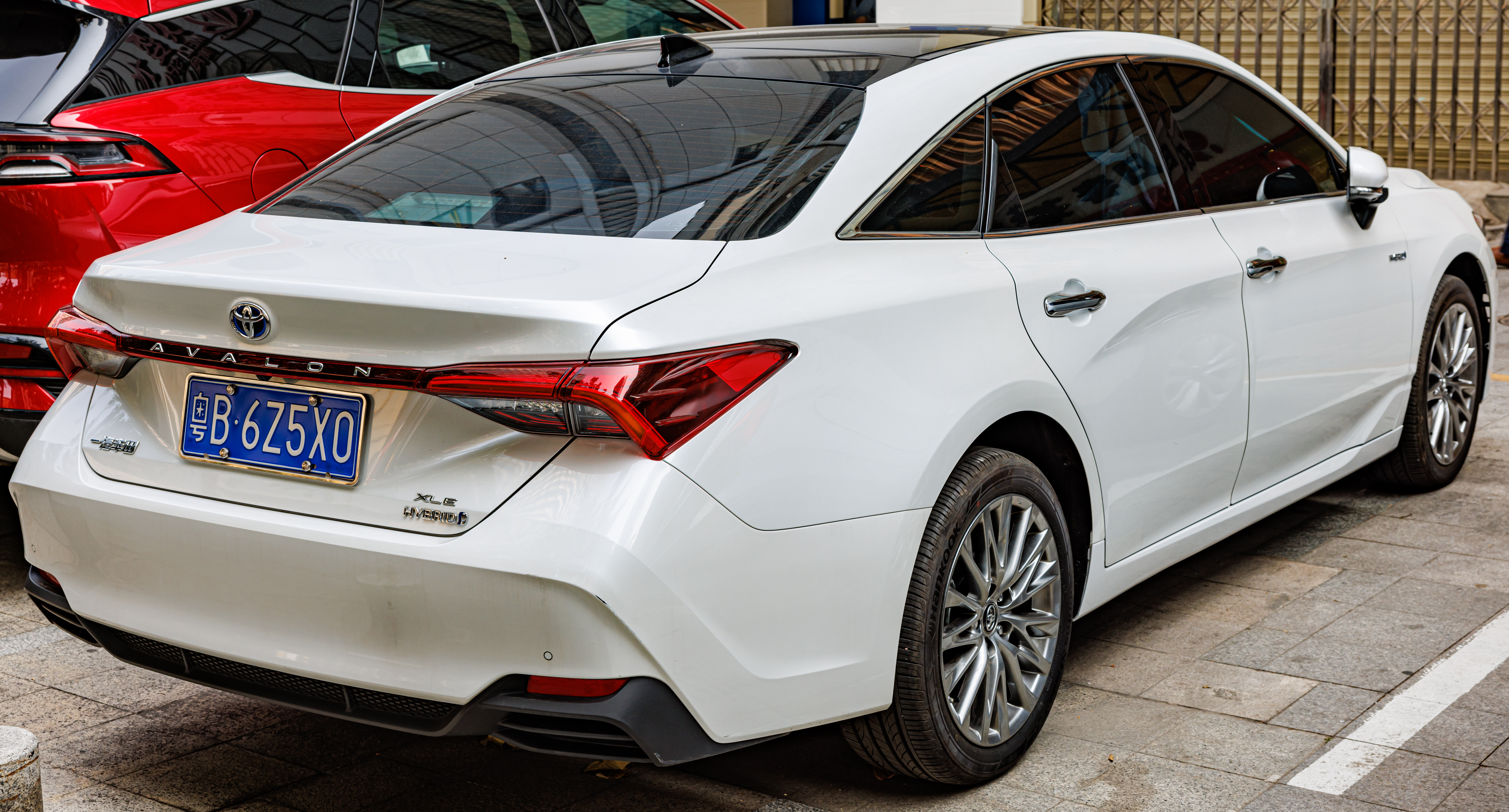
2022年豐田Avalon Hybrid XLE (AXXH50; 改款, 中國)
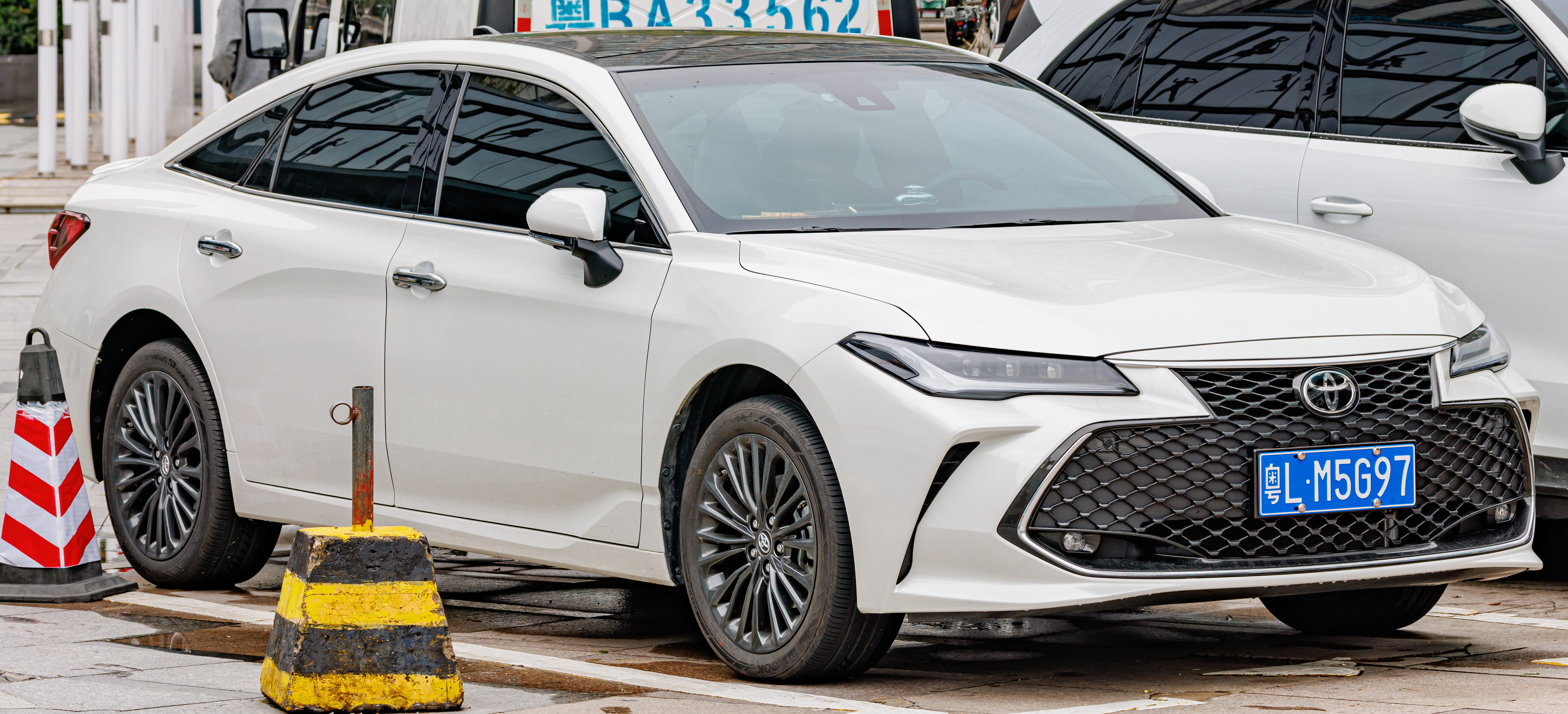
2022年豐田Avalon Touring (GSX50; 改款, 中國)
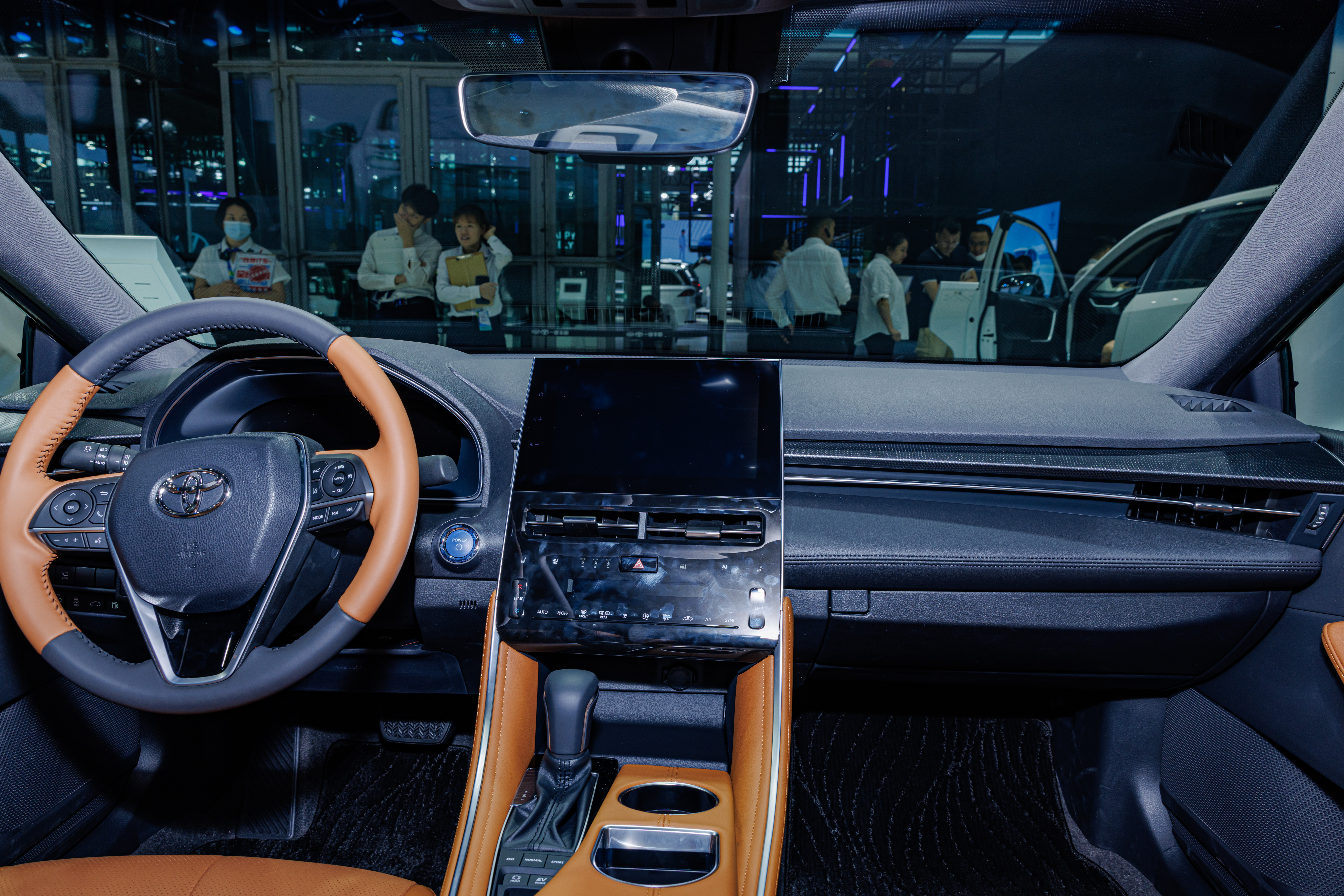
2022年豐田Avalon Hybrid XLE 車內 (AXXH50; 改款, 中國)
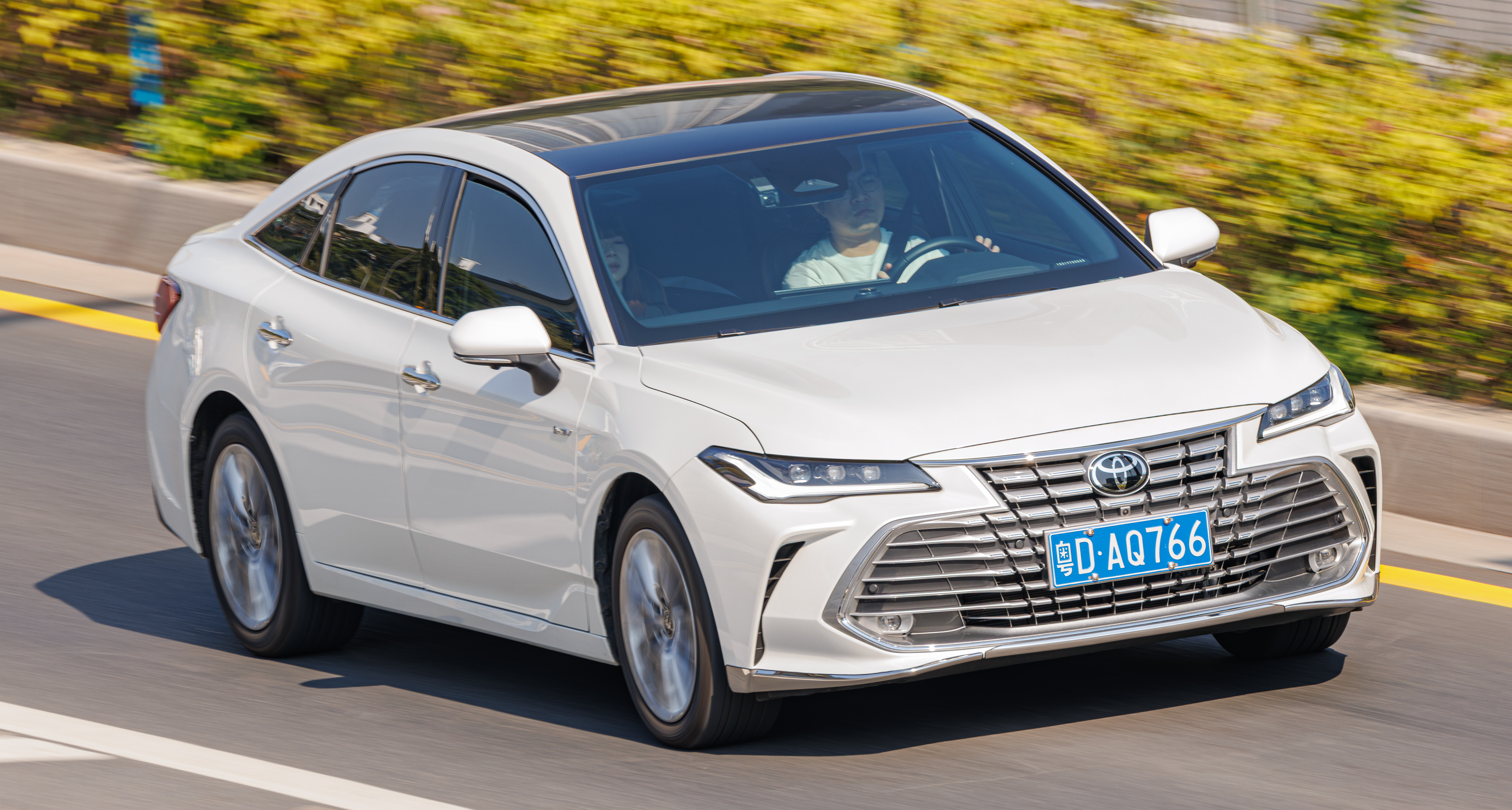
2024年豐田Avalon Hybrid (AXXH50; 改款, 中國)

### 安全性
Avalon配備了豐田Safety Sense P（TSS-P）。IIHS曾向Avalon授予“頂級安全精選+”榮譽，而且在大多測試中獲得“良好”評級，其餘亦獲得“可接受”評級。
2021年(2022車型年)，Avalon配備了新的豐田Safety Sense P 2.5+ (TSS-2.5+)。
| 正面偏位小面積撞擊（駕駛員側） | Good                  |  |
| 正面偏位小面積撞擊 (乘客)      | Good                  |  |
| 正面偏位撞擊                   | Good                  |  |
| 側面撞擊 (original test)       | Good                  |  |
| 車頂強度                       | Good                  |  |
| 座椅安全性及頭部支撐性         | Good                  |  |
| 車頭燈（因款式而異）           | \| Good \| Poor \| \| |  |
| 正面撞擊預防 (車撞車)          | Superior              |  |
| 兒童座椅固定器 (LATCH)         | Good+                 |  |
| Good                           | Poor                  |  |

## 銷量
| 年份 | 美國                         | 加拿大 | 中國    | 澳洲   |
| ---- | ---------------------------- | ------ | ------- | ------ |
| 1994 | 6,559                        |        |         |        |
| 1995 | 66,123                       |        |         |        |
| 1996 | 73,070                       |        |         |        |
| 1997 | 71,081                       |        |         |        |
| 1998 | 77,576                       |        |         |        |
| 1999 | 67,851                       |        |         |        |
| 2000 | 104,078                      |        |         | 8,788  |
| 2001 | 83,005                       |        |         | 11,760 |
| 2002 | 69,029                       |        |         | 8,588  |
| 2003 | 50,911                       |        |         | 6,064  |
| 2004 | 36,460                       | 187    |         | 5,584  |
| 2005 | 95,318                       | 2,115  |         | 2,950  |
| 2006 | 88,938                       | 1,408  |         |        |
| 2007 | 72,945                       | 1,010  |         |        |
| 2008 | 42,790                       | 380    |         |        |
| 2009 | 26,935                       | 280    |         |        |
| 2010 | 28,390                       | 502    |         |        |
| 2011 | 28,925                       | 496    |         |        |
| 2012 | 29,556 (inc. 747 hybrids)    | 427    |         |        |
| 2013 | 70,990 (inc. 16,468 hybrids) | 1,264  |         |        |
| 2014 | 67,183 (inc. 17,048 hybrids) | 996    |         |        |
| 2015 | 60,063 (inc. 11,956 hybrids) | 765    |         |        |
| 2016 | 48,080 (inc. 8,451 hybrids)  | 586    |         |        |
| 2017 | 32,583 (inc. 4,990 hybrids)  | 444    |         |        |
| 2018 | 33,580 (inc. 8,009 hybrids)  | 626    |         |        |
| 2019 | 27,767 (inc. 6,552 hybrids)  |        | 62,329  |        |
| 2020 | 18,421 (inc. 6,714 hybrids)  |        | 111,515 |        |
| 2021 | 19,460 (inc. 9,734 hybrids)  |        | 117,188 |        |
| 2022 | 12,215 (inc. 3,565 hybrids)  |        |         |        |